# 서부의 여걸 한니
서부의 여걸 한니(Hannie Caulder)는 영국에서 제작된 버트 케네디 감독의 1971년 코미디, 범죄, 드라마 영화이다. 라켈 웰치 등이 주연으로 출연하였다.

## 출연

### 주연
- 라켈 웰치
- 로버트 컬프

### 조연
- 어네스트 보그나인
- 크리스토퍼 리
- 잭 얼람
- 스트로더 마틴
- 다이아나 도스

## 제작진
- 원조: 밥 리처즈